# Juan María Galarraga
Juan María Galarraga Aranguren (Guetaria, España; 5 de mayo de 1956) fue un futbolista español que se desempeñaba como defensor.

## Clubes
| Club             | País   | Año         |
| ---------------- | ------ | ----------- |
| Deportivo Alavés | España | 1979 - 1983 |